# Гамбург-Франкоп
Франкоп (нім. Francop) — частина району Гарбург вільного та ганзейського міста Гамбург. Місцевість належить до регіону Альтес Ланд.